# Liste der Kulturdenkmäler in Föhren
In der Liste der Kulturdenkmäler in Föhren sind alle Kulturdenkmäler der rheinland-pfälzischen Ortsgemeinde Föhren aufgeführt. Grundlage ist die Denkmalliste des Landes Rheinland-Pfalz (Stand: 8. Februar 2023).

## Denkmalzonen
| Bezeichnung                               | Lage                                            | Baujahr                   | Beschreibung | Bild                           |
| ----------------------------------------- | ----------------------------------------------- | ------------------------- | --- | ------------------------------ |
| Denkmalzone Kloster und Kinderheim Föhren | Hauptstraße 1, 3 und 5, Waldstraße 2 und 4 Lage | Ende des 19. Jahrhunderts | ehemaliges Kloster der Franziskanerinnen; Gebäudegruppe aus Waisenhaus [Bild], landwirtschaftlichen Versorgungsbetrieben, Garten, Nutzgarten, alten Schulgebäuden (Ende des 19. Jahrhunderts), Kloster (1911–13), Torhaus, Haus Nazareth (1925); bis auf das Torhaus und das Haus Nazareth wurden inzwischen alle Gebäude abgerissen. | weitere Bilder Fotos hochladen |
| Denkmalzone Schloss Föhren                | Hofstraße 27 Lage                               | 1663                      | barockes Wasserschloss; Vierflügelanlage, spätgotischer Flügel, zwei Flügel von 1663, Saalflügel von 1713; bauliche Gesamtanlage mit Park, zwei Wirtschaftshöfen, 18. Jahrhundert; Scheunengebäude, um 1840, Säulenbaldachin, 18. Jahrhundert                                                                                         | weitere Bilder Fotos hochladen |

## Einzeldenkmäler
| Bezeichnung                              | Lage                                                         | Baujahr                            | Beschreibung | Bild                           |
| ---------------------------------------- | ------------------------------------------------------------ | ---------------------------------- | --- | ------------------------------ |
| Quereinhaus                              | Bekonder Straße 4 Lage                                       | 1870                               | bezeichnet 1870 | Fotos hochladen                |
| Skulptur                                 | Bekonder Straße, Ecke Hauptstraße Lage                       | Ende des 18. Jahrhunderts          | heiliger Bartholomäus, Ende des 18. Jahrhunderts | Fotos hochladen                |
| Katholische Pfarrkirche St. Bartholomäus | Hauptstraße Lage                                             | 1782/84                            | Saalbau, 1782/84, Architekt Johann Funck, Erweiterungsbau und Turm, 1956, Architekt Hans Geimer, Trier; Grabstele 1871; Schaftkreuz 18. Jahrhundert | weitere Bilder Fotos hochladen |
| Wohnhaus                                 | Hauptstraße 12 Lage                                          | erste Hälfte des 18. Jahrhunderts  | ehemaliges Küsterhaus; barocker Krüppelwalmdachbau, erste Hälfte des 18. Jahrhunderts                                                               | Fotos hochladen                |
| Wohn- und Geschäftshaus                  | Hauptstraße 13 Lage                                          | Ende des 19. Jahrhunderts          | langgestrecktes Wohn- und Geschäftshaus, Ende des 19. Jahrhunderts                                                                                  | Fotos hochladen                |
| Wohn- und Geschäftshaus                  | Hauptstraße 38 Lage                                          | 1899                               | dreigeschossiges Wohn- und Geschäftshaus, Walmdachbau mit Rotsandsteinquaderfassade, 1899                                                           | Fotos hochladen                |
| Wegekreuz                                | Hauptstraße, bei Nr. 47 Lage                                 | 1672                               | Schaftkreuz, bezeichnet 1672 | Fotos hochladen                |
| Heimatmuseum                             | Hofstraße 22 Lage                                            | zweite Hälfte des 19. Jahrhunderts | Quereinhaus, zweite Hälfte des 19. Jahrhunderts | Fotos hochladen                |
| Villa Graf Krockow                       | Hofstraße 23/25 Lage                                         | 1925                               | ehemaliges Verwalterhaus des Hofgutes von Kesselstatt; Villenanwesen mit bewegter Dachlandschaft, 1925                                              | Fotos hochladen                |
| Quereinhaus                              | Kreuzstraße 20 Lage                                          | um 1850                            | um 1850 | Fotos hochladen                |
| Wegekreuz                                | Kreuzstraße, Ecke Hauptstraße Lage                           | 1729                               | Balkenkreuz, bezeichnet 1729 | Fotos hochladen                |
| Bildstock                                | Müllenburg Lage                                              | 1810                               | Heiligennische, bezeichnet 1810 | Fotos hochladen                |
| Föhrener Kapellchen                      | Müllenburg Lage                                              | 1891                               | Marienkapelle; neugotische Kapelle, 1891 | Fotos hochladen                |
| Wohnhaus                                 | Müllenburg 25 Lage                                           | 1881                               | Krüppelwalmdachbau, 1881 | BW                             |
| Wegekreuz                                | nordöstlich des Ortes an der L 47 Lage                       | 1820                               | Schaftkreuz, bezeichnet 1820 | Fotos hochladen                |
| Wegekreuz                                | nordwestlich des Ortes am Weg nach Naurath Lage              | 1889                               | Schmiedeeisen, bezeichnet 1889 | BW                             |
| Hochkreuz                                | südöstlich des Ortes an der Kreuzung von L 48 und L 141 Lage | 1755                               | Kapelle mit Vesperbild; barocker Steinbaldachin, prächtige offene Pfeilerhalle, bezeichnet 1755                                                     | weitere Bilder Fotos hochladen |